# Corniglianese 1919
La Associazione Sportiva Dilettantistica Corniglianese 1919 è una società di calcio italiana con sede a Cornigliano, quartiere della città di Genova. Attualmente milita in Seconda Categoria, ottava divisione del campionato italiano di calcio.

## Storia
Fondata nel 1919 nell'allora comune di Cornigliano Ligure, la squadra all'inizio degli anni '20 si iscrisse al campionato di Terza Categoria ligure. Al termine della stagione 1924-25 ottenne la promozione in Seconda Divisione, una sorta di Serie B dell'epoca. Terminò il campionato al settimo posto (21 punti). La Carta di Viareggio, un decreto che rivoluzionò il mondo del calcio italiano, però non ammise al nuovo campionato cadetto di Prima Divisione la Corniglianese, che rimase così nella declassata Seconda Divisione.

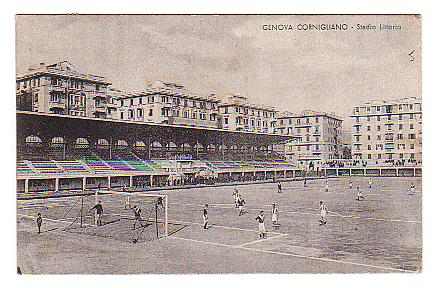
Lo storico Stadio del Littorio

Nella stagione 1929-30 conquistò solo 6 punti e sarebbe dovuta retrocedere in Seconda Divisione Ligure, ma a fine stagione si unì alla Dominante, la quale cambiò nome per l'occasione in Foot Ball Club Liguria. Alcuni soci si ribellarono tuttavia alla fusione, e dopo aver rifondato la Corniglianese ripartirono dalla Terza Divisione Ligure 1930-31.
Nella stagione 1935-36 la Corniglianese vinse il campionato di Prima Divisione ligure venendo promossa in Serie C. Nella stagione successiva si salvò (dodicesimo posto) ma fu costretta a cessare l'attività sportiva per confluire, assieme alla Rivarolese, nella Sampierdarenese (divenuta così Associazione Calcio Liguria).
La seconda rinascita della Corniglianese si verificò nel 1945. Nel 1946-47 e 1947-48 partecipò al mastodontico campionato di Serie C a 18 gironi. Per ridurre il numero di gironi da 18 a 4, la Federazione decise che tutte le squadre dal 3º al 13º posto sarebbero state retrocesse in Promozione. La Corniglianese, arrivando quinta, venne di conseguenza relegata.
Nel 1955 il club cessa nuovamente di esistere, diventando l'A.C. Andrea Doria 1955. Nel 1959 la nuova Andrea Doria opta per la fusione con la Sestrese, dando vita all'ambizioso progetto SestreseDoria. Dopo solo due anonime stagioni in Serie D (un 12º e un 15º posto nel girone A) tuttavia venne deciso lo scioglimento della società: la Sestrese e la Corniglianese ritornano dunque in attività.
Nel 1984-85 la Corniglianese venne addirittura retrocessa in Terza Categoria. Il presidente Luigi Tassone tentò di riportare la società nelle serie superiori puntando sul settore giovanile e decidendo di costruire un nuovo campo sportivo. Nel 1993-94 la squadra ritornò in Seconda Categoria e nella stagione successiva sfiorò un'ulteriore promozione agli spareggi; comunque, grazie alla fusione con l'Italstrade, l'ammissione in Prima Categoria arrivò ugualmente. Nel frattempo (12 marzo 1994) venne inaugurato un nuovo stadio, intitolato a Italo Ferrando, che aveva militato nella Corniglianese negli anni '50. Nel marzo 1995 Luigi Tassone venne premiato con la Benemerenza al merito sportivo. Ritornata in Seconda Categoria al termine della stagione 1996-97, la squadra ottenne nelle due stagioni successive due promozioni consecutive che la riportarono in Promozione.
Nella stagione 2004-05 la squadra ottenne la promozione in Eccellenza, dove resta fino alla stagione 2008-09, quando retrocede in Promozione. Conclude al terzultimo posto la stagione e continua la caduta libera, scendendo in Prima Categoria.
Nel 2013 si fonde con CulmvPolis e Virtusestri dando vita al Genova Calcio.
Nel 2014-15 rinasce con il nome Impero Corniglianese, vincendo il Campionato di Prima Categoria Girone B. Non si iscrive al campionato successivo di Promozione.
Nel 2017-18 nasce nuovamente fondendosi con il "Campi" e con denominazione Campi Corniglianese arriva settima nel Campionato di Seconda Categoria Girone D. Perde la finale di Coppa Liguria di categoria.
Nel 2018-19 riprende la vecchia denominazione di A.S.D. Corniglianese 1919 e arriva terza nel Girone D di Seconda categoria e vince la Coppa Liguria dedicandola al giocatore Marius Djerri, morto nel crollo del Ponte Morandi.
Nel 2019-20 vince il Girone D di Seconda Categoria e viene promossa in Prima Categoria.
Nel 2020-21 milita nel girone B di Prima Categoria Genova.

## Allenatori
Cristian Fiorito

## Palmarès

### Competizioni regionali
- Prima Divisione: 1

1935-1936
- Promozione: 1

2004-2005 (girone A)
- Prima Categoria: 1

2014-2015 (girone B)
- Seconda Categoria: 2

2019-2020 (girone D), 2022-2023 (girone D)
- Coppa Liguria di Seconda Categoria: 1

2018-2019

### Altri piazzamenti
- Coppa Italia Dilettanti Liguria:

Semifinalista: 2005-2006
- Seconda Categoria:

Terzo posto: 2018-2019 (girone D)
- Coppa Liguria di Seconda Categoria:

Finalista: 2017-2018